# Amphiglace Mario Marois
L'amphiglace Mario Marios a été nommé en l'honneur du joueur de hockey Mario Marois originaire de L'Ancienne-Lorette. 
Ce bâtiment a été construit en 1972[Où ?]. 
Ce bâtiment a été détruit en avril 2010, pour faire place à un complexe multi-générationnel.